# Demba N’Diaye
Demba N’Diaye (ur. 26 października 1969) – malijski piłkarz grający na pozycji pomocnika. W swojej karierze rozegrał 3 mecze w reprezentacji Mali.

## Kariera klubowa
W swojej karierze piłkarskiej N’Diaye grał we francuskich klubach FA Île-Rousse-Monticello i Montauban FC.

## Kariera reprezentacyjna
W reprezentacji Mali N’Diaye zadebiutował 26 marca 1994 roku w wygranym 2:0 grupowym meczu Pucharu Narodów Afryki 1994 z Tunezją, rozegranym w Tunisie. Na tym turnieju zagrał w jeszcze w dwóch meczach: grupowym z Zairem (0:1) oraz o 3. miejsce z Wybrzeżem Kości Słoniowej (1:3). Były to zarazem jego jedyne 3 mecze rozegrane w kadrze narodowej.